# Экологическая этика
Экологи́ческая э́тика — прикладная дисциплина, являющаяся результатом междисциплинарного синтеза и располагающаяся на стыке этики и экологии. Экологическая этика увязывает в единый нормативно-ценностный комплекс представления о природных системах и правилах взаимодействия с ними.

## Становление научного течения
С начала 70-х годов XX века экологическая этика стала претендовать на статус самодостаточной дисциплины, способной разработать уникальную систему нравственных принципов и императивов, задающих правила поведения человека в природном мире. За активное распространение идей экологической этики взялись специализированные журналы: в 1979 г. в США начинает издаваться философом Юждином Харгроувом «Экологическая этика» («Environmental ethics»); в Англии с 1992 г. выходит журнал «Экологические ценности» («Environmental values»); в Германии — «Экология и этика» («Okologie und ethik»). В Советском Союзе этого же времени экологической этики как дисциплины не существовало, поэтому она не была представлена ни в этической литературе, ни в учебных планах вузов. Одним из первых российских исследователей стал В. Н. Волченко, выпустивший в 2001 году книгу «Миропонимание и экоэтика XXI века», выдержавшую в 2007 году второе издание.

## Основатели дисциплины
Основателями экологической этики считают немецко-французского теолога, врача и философа Альберта Швейцера и американского эколога, зоолога и философа Олдо Леопольда. А.Швейцер полагал, что «благоговение перед жизнью» должно стать основанием универсальной этики и в целом мировоззрения людей. Этика есть ответственность за все, что живёт. Там, где наносится вред какой-либо жизни, необходимо ясно осознавать, насколько это необходимо: нельзя делать ничего, кроме неизбежного, — даже самого незначительного. Соответственно, смысл существования человека — в постоянном самосовершенствовании и гармонизации микрокосма и макрокосма. Если у А.Швейцера в центре внимания находится нравственность, то в работах О.Леопольда доминирует экологический аспект в структуре этического знания: конфликт с природой предопределен не только неправильным использованием её ресурсов, но и неумением видеть Землю как часть общности, к которой принадлежат все люди. О.Леопольд вводит новый термин «экологическая совесть».

## Декларация Рио
Декларация Рио-де-Жанейро по окружающей среде и развитию (Декларация Рио) была принята в 1992 году на конференции ООН. В ней закреплены основные принципы экологического права, которые были разработаны на основании норм поведения в экосфере.

## Основные принципы экологической этики
В документе ЮНЕСКО «Экологическая этика» к общим принципам экологической этики относятся:17-19:

### Принцип уважения ко всем формам жизни
Принцип уважения ко всем формам жизни утверждает ценность каждого живого существа: «любая форма жизни должна уважаться независимо от её полезности для человека», «каждый организм, человеческий или нет, имеющий способность ощущения или нет, безопасный для человека или опасный, является благом самим по себе» («Environmental Ethics. Policy document». P. 7).

### Принцип биоразнообразия
Принцип биоразнообразия утверждает ценность биоразнообразия и необходимость его сохранения.

### Принцип поддержания устойчивости биосферы
Принцип поддержания устойчивости биосферы лежит в основе концепции устойчивого развития.

### Принцип экологической справедливости
Принцип экологической справедливости утверждает равное распределение между людьми права на экологическую безопасность; при этом каждому вменяется ответственность за её сохранение.

### Принцип предосторожности
В соответствии с принципом предосторожности, при разработке политики, которая прямо или косвенно влияет на экологию, следует в первую очередь учитывать наиболее опасный из возможных вариантов развития событий.

### Принцип общего достояния природных ресурсов
Принцип общего достояния природных ресурсов выражает представление о Земле как о целостности. В соответствии с этим принципом, люди несут равную ответственность за природные ресурсы.